# Кадо Милс (Тексас)
Кадо Милс (енгл. Caddo Mills) град је у америчкој савезној држави Тексас. По попису становништва из 2010. у њему је живело 1.338 становника.

## Демографија
Према попису становништва из 2010. у граду је живело 1.338 становника, што је 189 (16,4%) становника више него 2000. године.
| Група             | 2000.         | 2010.         |
| Белци             | 1.038 (90,3%) | 1.156 (86,4%) |
| Афроамериканци    | 65 (5,7%)     | 70 (5,2%)     |
| Азијати           | 0 (0,0%)      | 4 (0,3%)      |
| Хиспаноамериканци | 33 (2,9%)     | 90 (6,7%)     |
| Укупно            | 1.149         | 1.338         |